# Макаренко Жан Олексійович
Макаренко Жан Олексійович (14 листопада 1934, Кривий Ріг — 2 квітня 2018, Чернівці) — український радіожурналіст. 

## Біографія
Макаренко Жан Олексійович народився в Кривому Розі на Дніпропетровщині.
У 1958 році отримав філологічну освіту, закінчивши Чернівецький державний університет. Після закінчення університету працював журналістом у Чернівецькій радіокомпанії. У 70-х роках переїхав до Києва та став редактором дитячих програм. Опісля повернувся до Чернівців, де продовжив працювати на радіо та почав вести програму «Говорять зарубіжні гості».
Помер 2 квітня 2018 року в Чернівцях. Похований на центральному кладовищі.